# Гихон
Гихон (ивр. גיחון‎, араб. نبع أم الدرج‎, также Гион; христианское название — источник Девы Марии, араб. Айн-Ситти-Марьям) — источник в Кедронской долине юго-восточнее Старого Города Иерусалима. Высота над уровнем моря — 636 м.
Согласно Третьей Книге Царств, у источника Гион был помазан на царство Соломон, сын Давида.
По приказу Езекии в скале был прорублен Силоамский тоннель длиной 533 метра к Силоамскому пруду. Перепад высот на протяжении тоннеля составляет 10 метров, поэтому в 2Пар. 32:30 говорится о «верхнем протоке вод Геона». К источнику также выходит шахта Уоррена.

## Другие интерпретации
Библейская энциклопедия архимандрита Никифора утверждает, что Ге́он, упомянутый в 2Пар. 32:30 и 2Пар. 33:14 — это другой источник в начале Енномовой долины на юго-западе от Старого Города.